# Bispebjerg Station
Bispebjerg Station er en S-togs-station på Ringbanen nær Bispebjerg.
Stationen er placeret med trappeopgang og elevator til Tagensvej mellem Lygten og Rovsingsgade. Der findes uoverdækkede cykelstativer ved Tagensvej. Perronen er uoverdækket, dog fungerer broen med Tagensvej som delvis perronoverdækning.
Den sydøstlige side af Ringbanen mellem Mimersgade og Lersø Park Allé forbi stationen præges af tidligere aktiviteter i forbindelse med godstrafik. Sporene er endnu delvis bevarede.
Banedanmark overvejer at ombygge området fra Tagensvej mod Ryparken Station til et serviceområde, hvor togsæt, der ikke er i drift kan parkeres. Et klargøringsanlæg indgår også i disse planer.

## Galleri
- Nedgang til stationen set fra Tagensvej.
- Nedgang fra nordøstsiden af Tagensvej.
- Under Tagensvej.
- Trappe og elevator på sydvestsiden af Tagensvej.
- Perronen set fra syd.
- Linje F til Hellerup ankommer til stationen.

## Busterminal
6Amod Buddinge st./Emdrup Torv
6A mod Nørreport st.
12 mod Islev
12 mod Svanemøllen st.

## Antal rejsende
Ifølge Østtællingen var udviklingen i antallet af dagligt afrejsende med S-tog:
| År   | Antal | År   | Antal | År   | Antal | År   | Antal |
| ---- | ----- | ---- | ----- | ---- | ----- | ---- | ----- |
| 1957 | -     | 1974 | -     | 1991 | -     | 2001 | 446   |
| 1960 | -     | 1975 | -     | 1992 | -     | 2002 | 889   |
| 1962 | -     | 1977 | -     | 1993 | -     | 2003 | 826   |
| 1964 | -     | 1979 | -     | 1995 | -     | 2004 | 1.075 |
| 1966 | -     | 1981 | -     | 1996 | 984   | 2005 | 1.544 |
| 1968 | -     | 1984 | -     | 1997 | 1.122 | 2006 | 1.600 |
| 1970 | -     | 1987 | -     | 1998 | 1.200 | 2007 | 2.456 |
| 1972 | -     | 1990 | -     | 2000 | 1.319 | 2008 | 2.425 |